# Schwartau

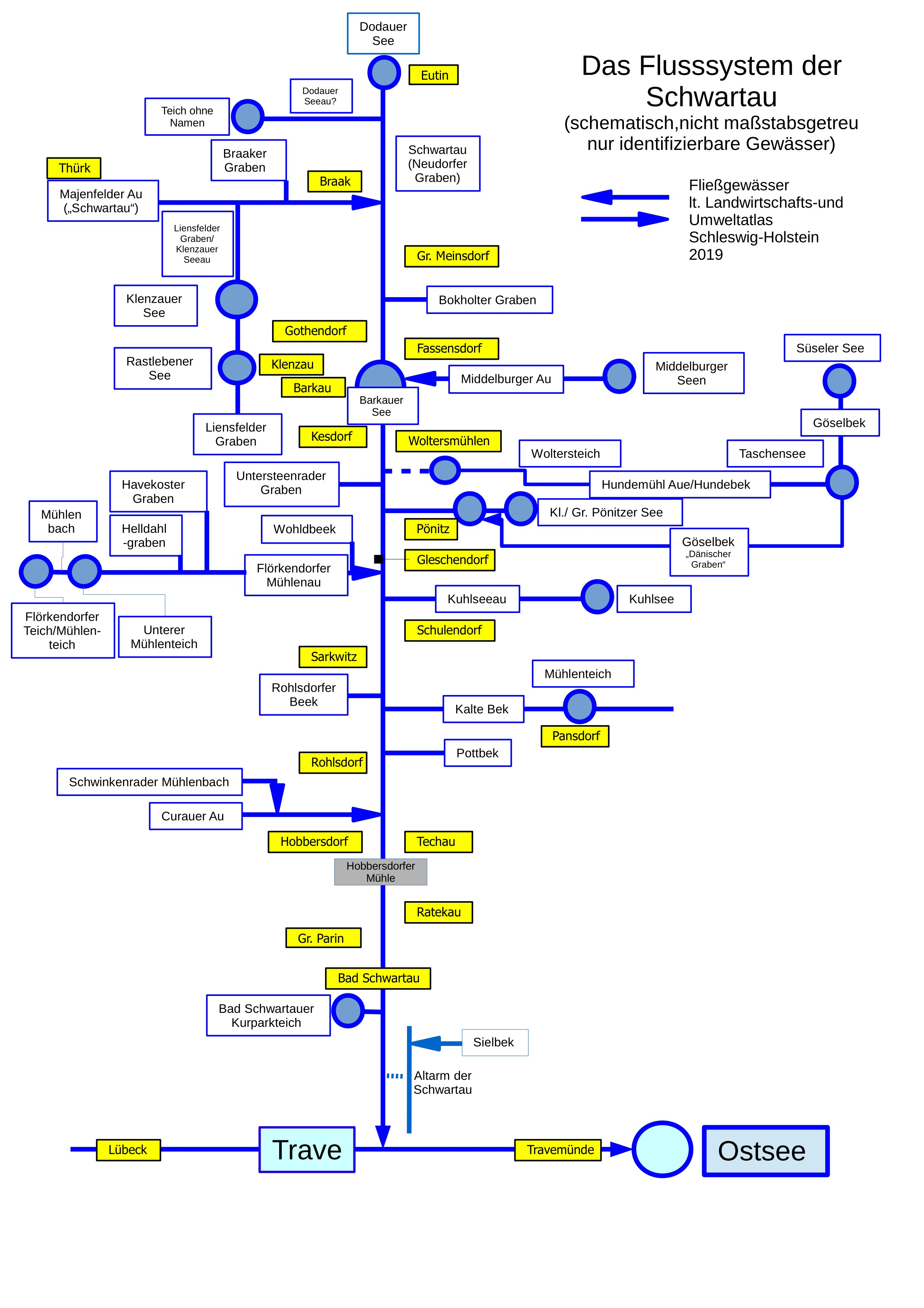
Das Flusssystem der Schwartau (schematisch)

Die Schwartau ist ein vor ihrer Begradigung stark mäandrierender, heute 39 Kilometer langer Nebenfluss der Trave im südöstlichen Schleswig-Holstein im Kreis Ostholstein, der von der Quelle bis zur Mündung einen Höhenunterschied von 46 Metern aufweist.

## Name
Der Name „Schwartau“ geht wahrscheinlich auf altpolabisch *Svartova, *Svartava ‚die Windungsreiche‘, zu altpolabisch *svart ‚Krümmung, Windung, Biegung‘, zurück. Doch ist auch eine Herkunft von mittelniederdeutsch *Swartouwe ‚Schwarzwasser‘ (mit Bezug auf den Schellbruch) nicht auszuschließen. Die ersten schriftlichen Erwähnungen datieren von etwa 1200 (ad amem … Zwartowe) und 1215 (in Szartowe).

## Hydrologie
Das Wassereinzugsgebiet der Schwartau wird im Norden durch die südlich des Dieksees der Holsteinischen Schweiz liegenden Moränen begrenzt.
Die Schwartau hat ihren Ursprung im Dodauer See, der nach dem Bau der südlichen Umgehungsstraße Eutins künstlich wiederhergestellt wurde. Er dient als Vorfluter der Oberflächenwässer von den etwa 53 m über NN ansteigenden Hügeln nördlich des Sees (zwischen Dodauer See und Kreuzfeld). Da der See tiefer als das umgebende Gelände liegt (ca. 45 m über NN), verfügt er über keinen natürlichen Abfluss. So wurde der Lauf der Schwartau zunächst getunnelt unter der B 76 (Eutin–Plön) nach Süden abgeführt. Der Bachlauf quert die L 176 nördlich von Quisdorf und die L 184 nördlich von Braak, um sich dann bei der Braaker Mühle mit der Majenfelder Au zu vereinigen (ca. 27 m über NN).
Da diese viel mehr Wasser führt als die Schwartau, könnte man dieses Gewässer als eigentliches Quellgewässer der Schwartau ansehen.
Die so verstärkte Schwartau fließt dann südöstlich zwischen Braak und Aukamper Moor, durch den Barkauer See, weiter Richtung Kesdorf, Woltersmühlen, Pönitz, Gleschendorf, Schulendorf und Pansdorf vorbei, weiter nach Rohlsdorf, Techau, Hobbersdorf und schließlich durch die Stadt Bad Schwartau.
Die Schwartau fließt zeitweilig in einem besonders deutlich ausgeprägten Urstromtal. Der Fluss mündet gegenüber dem Schellbruch in die untere Trave, nachdem diese die Stadthäfen der Hansestadt Lübeck durchquert hat.
Der stark gewundene Unterlauf der Schwartau hatte im Verhältnis zu seiner Länge nur ein geringes Gefälle, was zu gelegentlichen Überschwemmungen führte. Um dies zu ändern, wurde der Unterlauf der Schwartau 1933 vom Reichsarbeitsdienst begradigt. Die Altarme sind noch deutlich erkennbar. Über weite Teile ihres Verlaufes bildet die Schwartau typische Flussauen.
Nach dem „Auenprojekt Schwartau“ zur Auenrenaturierung soll ein 4,7 Kilometer langer Abschnitt der Schwartau zwischen Hobbersdorf und Groß Parin naturnah in einen Auenraum umgestaltet werden. Dafür soll der auf dieser Strecke begradigte Flusslauf durch acht Mäander umgeformt und mit den vorhandenen Altarmen verbunden werden. Dadurch verlängert sich der Flusslauf um 700 Meter. Die damit geschaffenen Überflutungsflächen bereichern den Lebensraum für zahlreiche Tier- und Pflanzenarten. Die Umgestaltungsmaßnahmen wurden im September 2023 abgeschlossen. An der Aubrücke über die Schwartau zwischen Ratekau und Groß Parin informiert hierüber eine Info-Tafel.
Größere Zuflüsse zur Schwartau sind die Curauer Au, die Flörkendorfer Mühlenau, die Ottenbek und die Sielbek.

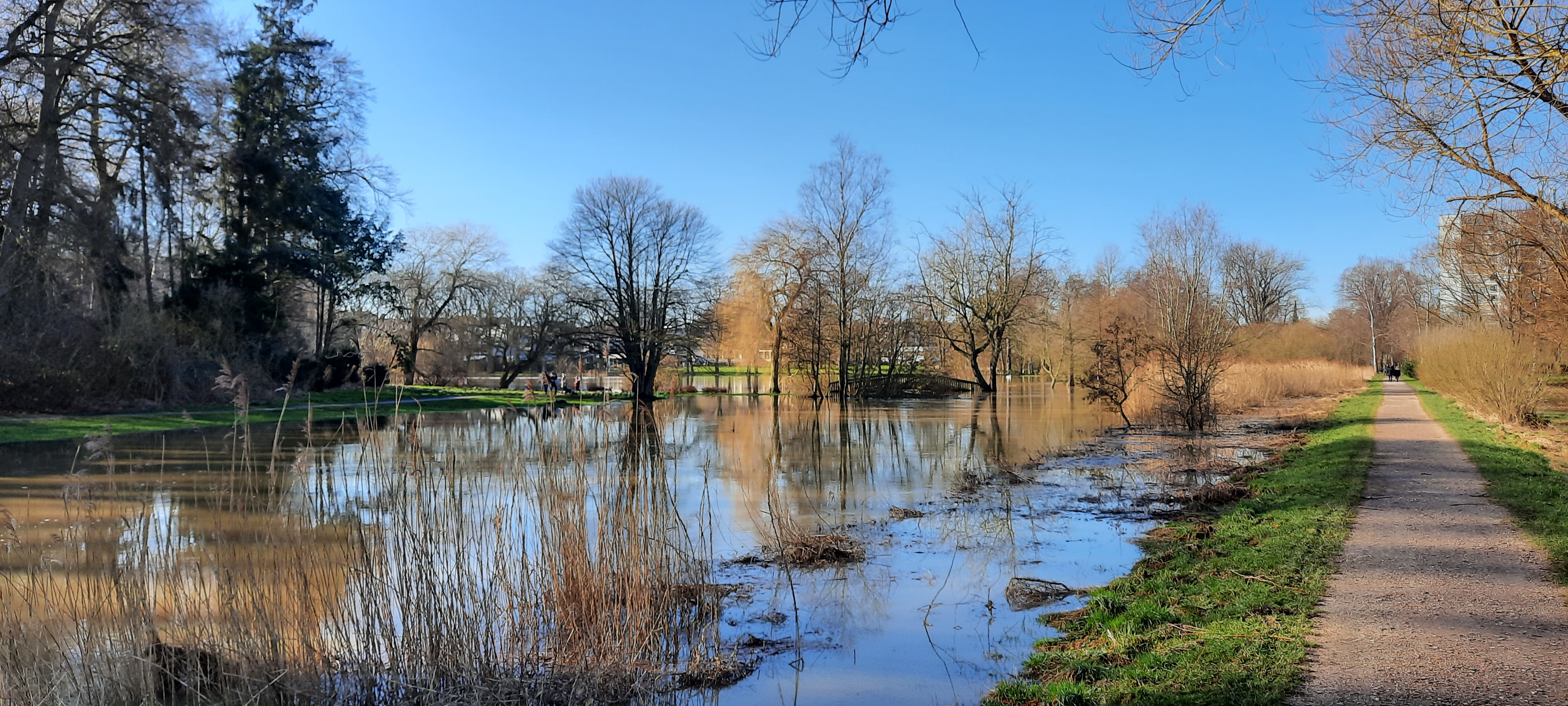
Überschwemmung der Schwartau am Kurpark am 26. Februar 2022, Pegelstand = 2,2 Meter.
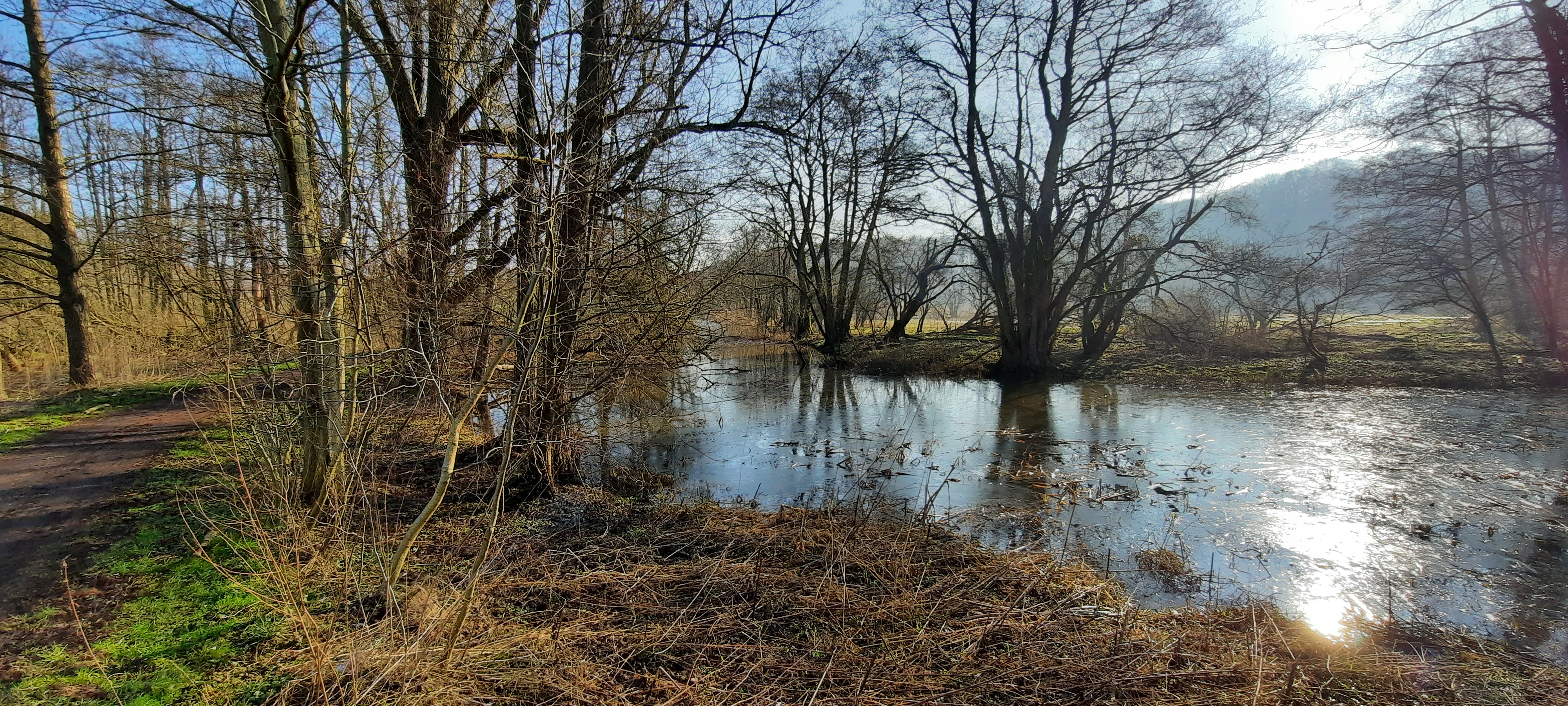
Altarm der Schwartau im Schwartautal am Riesebusch, März 2022.

## Historie

### Entstehung
Die Entstehung des Flusslaufes der Schwartau – eines Urstromtals – geht zurück auf einen Schmelzwasserstrom, durch den sich am Ende der letzten Eiszeit (der Weichseleiszeit) große Massen an Gletschertauwasser in den Eisstausee des Lübecker Beckens ergossen haben. Das Urstromtal der Schwartau ist besonders gut an den westlichen Steilhängen zwischen Bad Schwartau und dem Ortsteil Groß Parin (und weiter Richtung Hobbersdorf) sowie an dem östlichen Höhenzug des Riesebusches gut zu erkennen.

### Vorgeschichte
Der Flusslauf ist reich an vorgeschichtlichen Fundplätzen. Im Aukamper Moor bei Braak (Bosau) wurden 1946 beim Torfstich in der Nähe eines ebenfalls gefundenen Brandplatzes zwei Holzfiguren von Mann und Frau gefunden (das so genannte Götterpaar von Braak). Die männliche Figur misst 2,75 m, die weibliche 2,3 m. Die Köpfe wurden sorgfältig geschnitzt. Die Frau trägt ihr Haar in einem Knoten auf dem Kopf. Die sexuellen Merkmale beider sind ebenfalls deutlich geschnitzt. Das Eichenholz, aus dem die Statuen hergestellt wurden, wurde nach der Radiokohlenstoffdatierung im frühen 4. Jahrhundert v. Chr. gefällt, also die vorrömische Eisenzeit. Die Figuren befinden sich heute im Museum Schloss Gottorf.

### Mittelalter

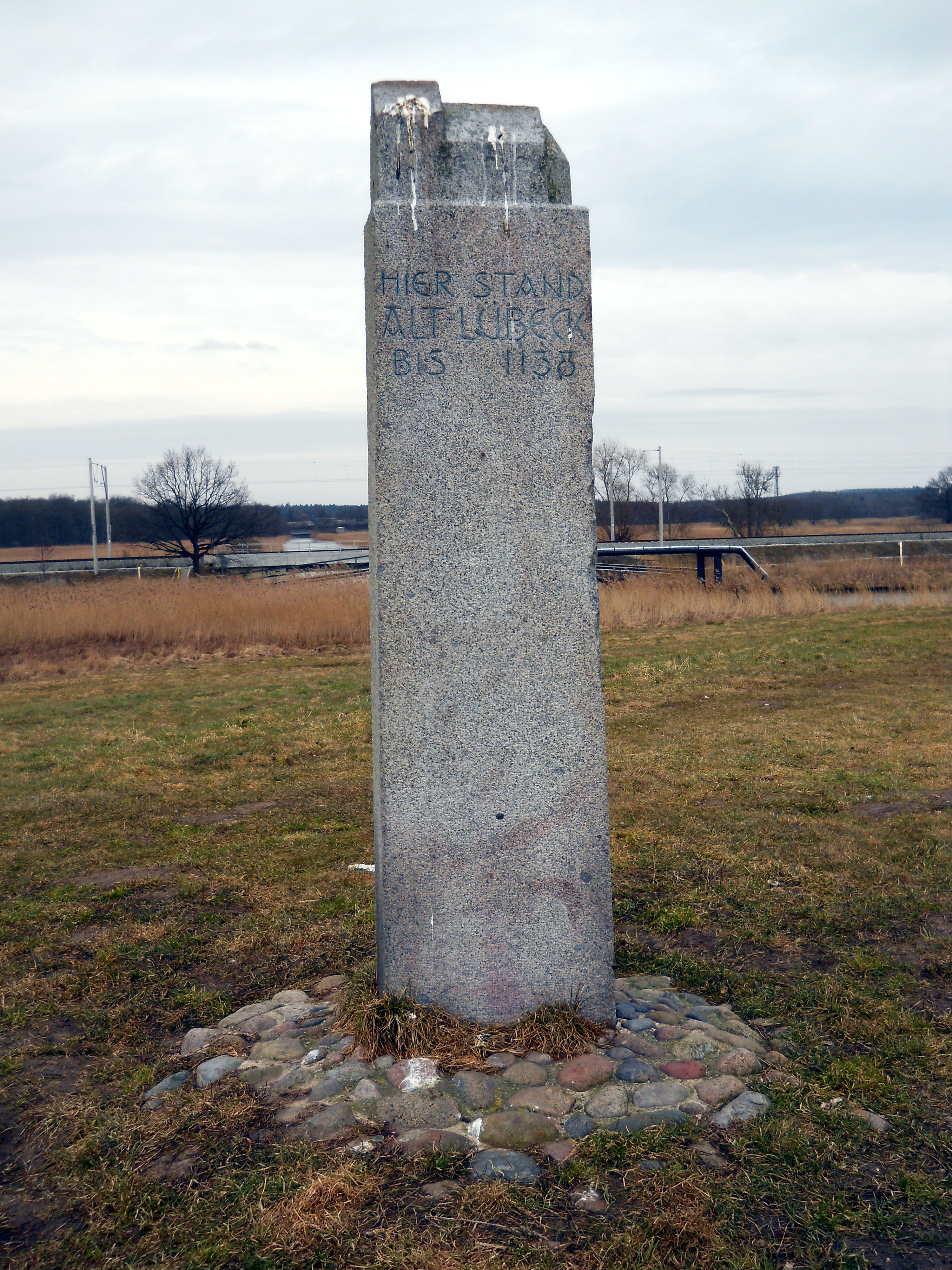
Stele am Ort von Alt-Lübeck

An der Mündung der Schwartau zur Trave liegt als Bodendenkmal Alt-Lübeck (Liubice). Diese slawische Siedlung lag auf einem Hügel an der Schwartau-Mündung und existierte von etwa 819, bis sie 1138 von den Ranen Liubice zerstört wurde.
Zur vollen Blüte kam Liubice unter Gottschalks Sohn Heinrich ab 1093. Er machte Liubice zum Zentrum seines Reichs und baute es zu einem frühstädtischen Komplex aus, bestehend aus einer Burg, einem Hafen und zwei Vorburgsiedlungen. Am anderen Flussufer gründete er eine Kaufleutesiedlung. In der neu befestigten Burg wurde eine Kirche errichtet.

### Neuzeit

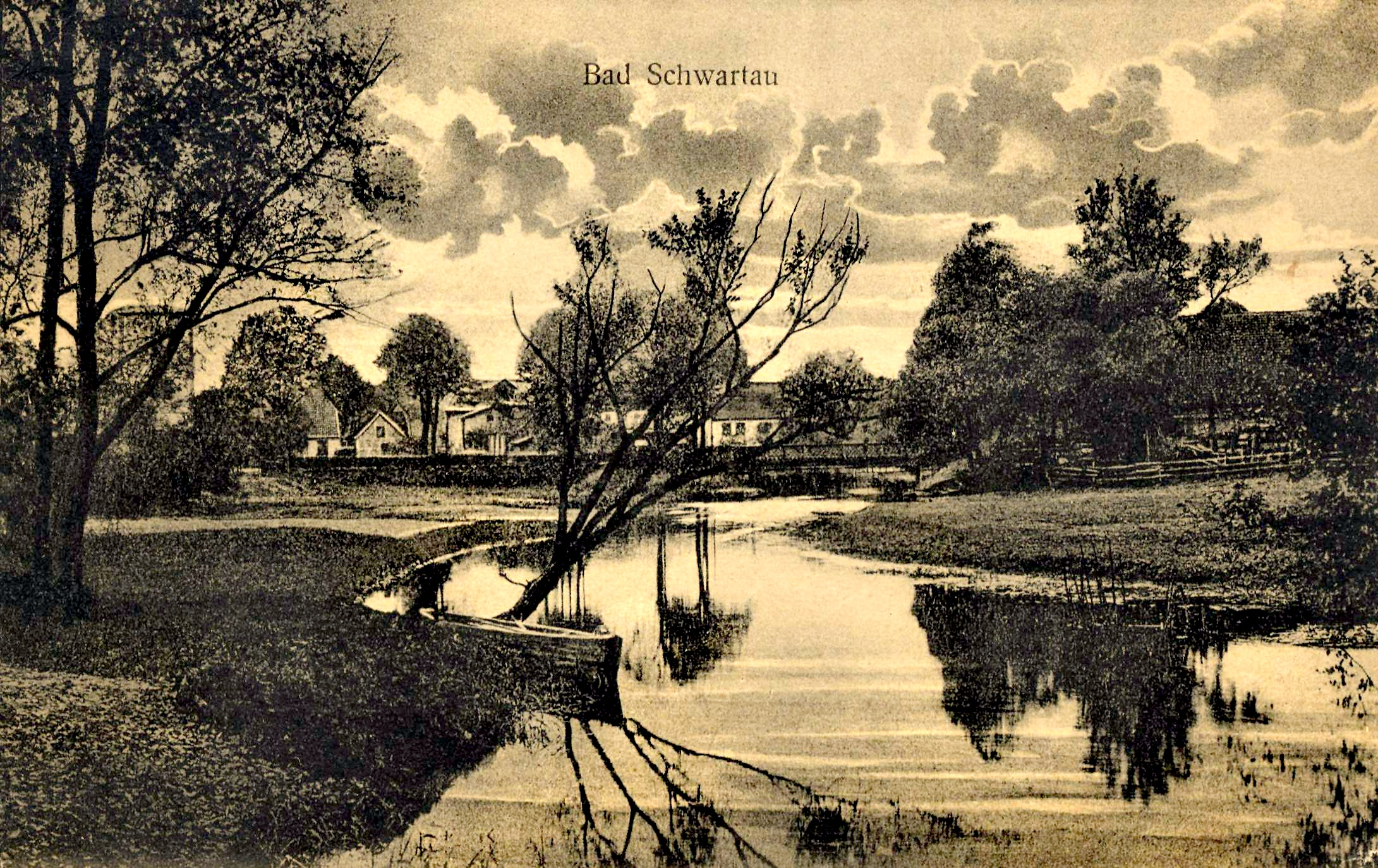
Bad Schwartau vor 1922

Mit der Kanalisierung der Schwartau in den 1930er Jahren und infolge der Entwässerung entstand im Bereich von Bad Schwartau, zwischen dem heutigen Kurpark, östlich der Straße Riesebusch (L 309) und dem Bahndamm eine landwirtschaftlich genutzte Fläche. In den 1970er Jahren wurde dieser Bereich in Naßwiesen, Fließ- und Stillgewässer mit Weidengebüschen und einem Erlenwald umgewandelt. Südlich davon wurde 1936 der Schwartauer See als Teil des Kurparks angelegt.
Die Schwartauwiesen im Mündungsgebiet der Schwartau in die Trave (zwischen der Teerhofsinsel und den Bundesautobahnen A1 und A226) ist ein etwa 110 Hektar großer Landschaftsraum, der weitgehend unbebaut und von Grünlandwirtschaft geprägt ist, wurde am 24. Juni 1993 zum Landschaftsschutzgebiet erklärt.

#### Naturschutz

Informationstafel zum FFH-Gebiet Schwartautal von Schulendorf bis Bad Schwartau

Der überwiegende Talraum der Schwartau gehört heute als „FFH-Gebiet Schwartautal von Schulendorf bis Bad Schwartau“ zum Natura 2000-Netzwerk.

### Historische Mühlen
Seit Jahrhunderten wurde die Schwartau entlang ihres Flusslaufes zum Antrieb von Wassermühlen genutzt. Nach einer Karte von 1850 gab es an der Schwartau die folgenden Mühlen:
- Braak – 2 Mühlen
- Woltersmühlen der Gemeinde Süsel – 1 Mühle
- Gleschendorf – 1 Mühle
- Schulendorf – 1 Mühle
- Pansdorf – 2 Mühlen
- Hobbersdorf – 1 Mühle
- Sereetz – 2 Mühlen

Vor dem Erscheinungsjahr der Karte gab es im heutigen Ort Bad Schwartau und an der Einmündung der Schwartau in die Trave zwei weitere Mühlen, die jedoch 1850 nicht mehr existierten.

## Bilder

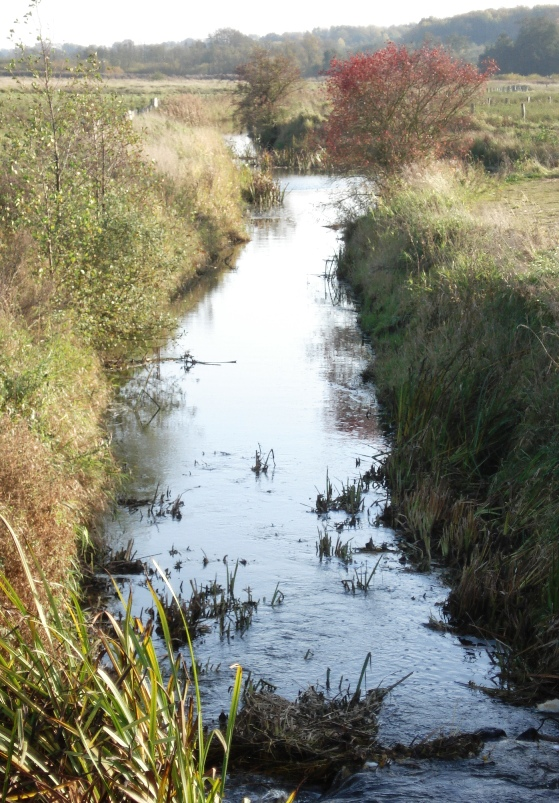
Die Schwartau bei Gothendorf (Süsel) kurz vor dem Barkauer See
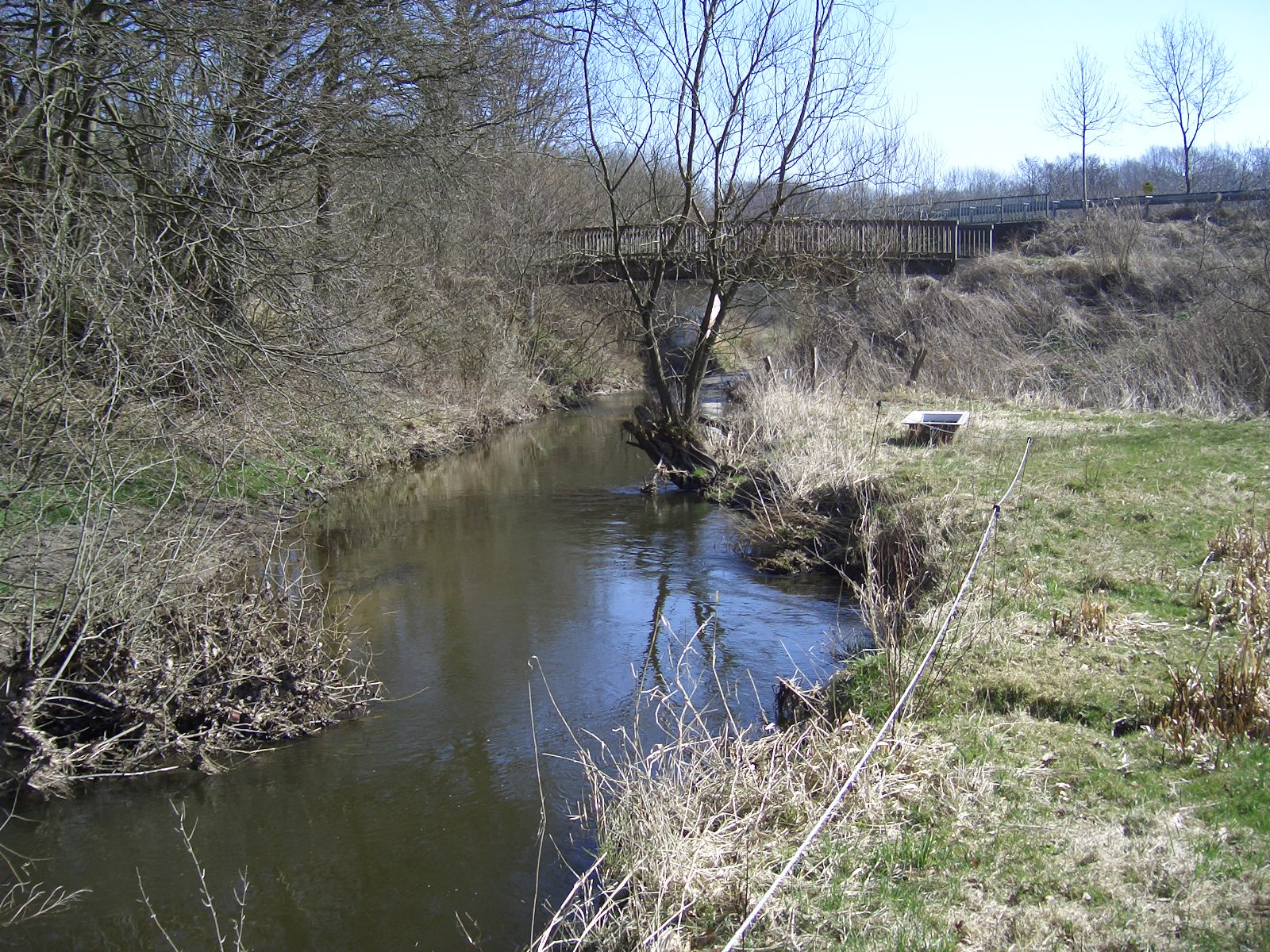
Brücke Pansdorf/Sarkwitz
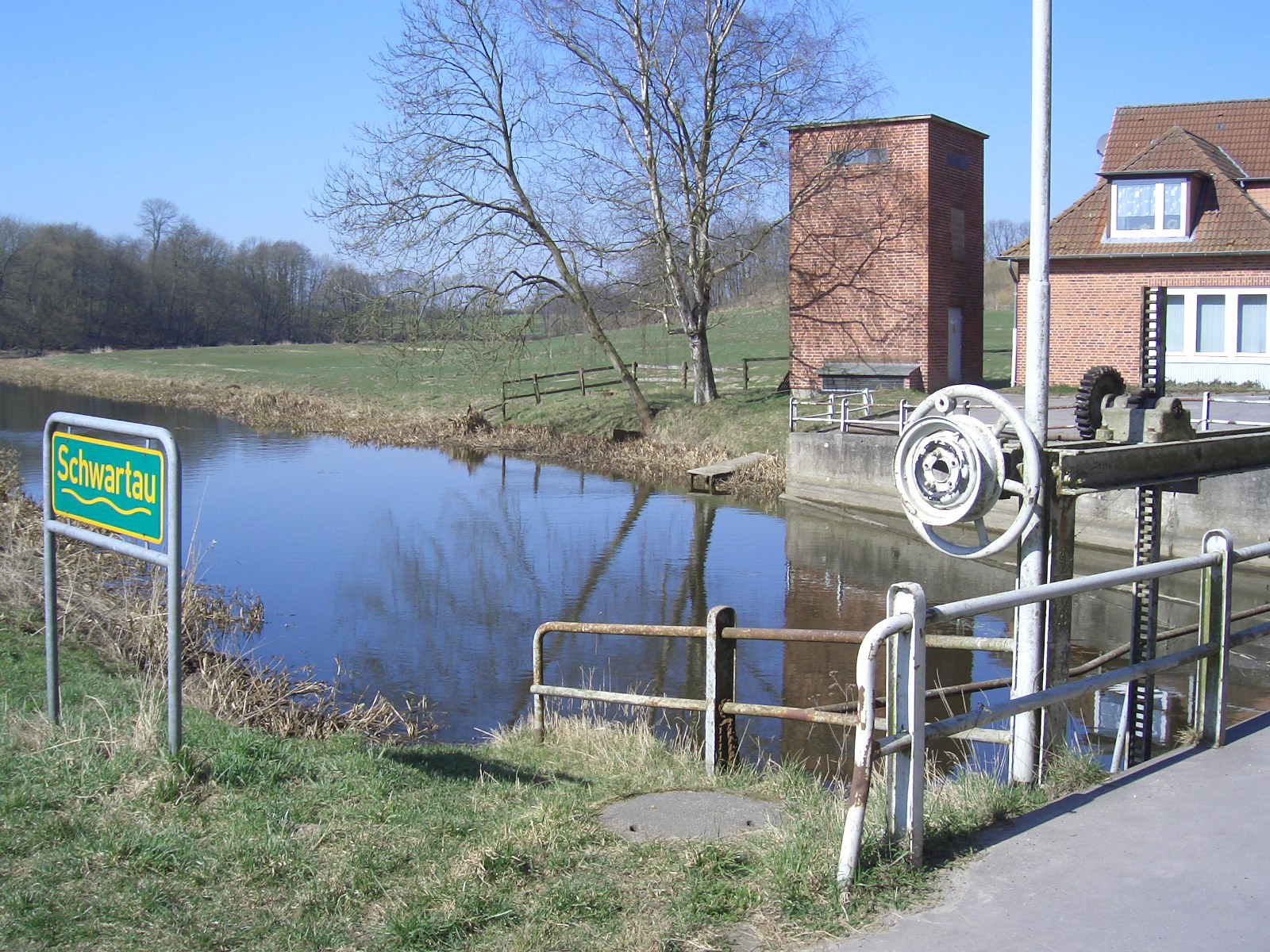
Wehr bei der Mühle von Hobbersdorf
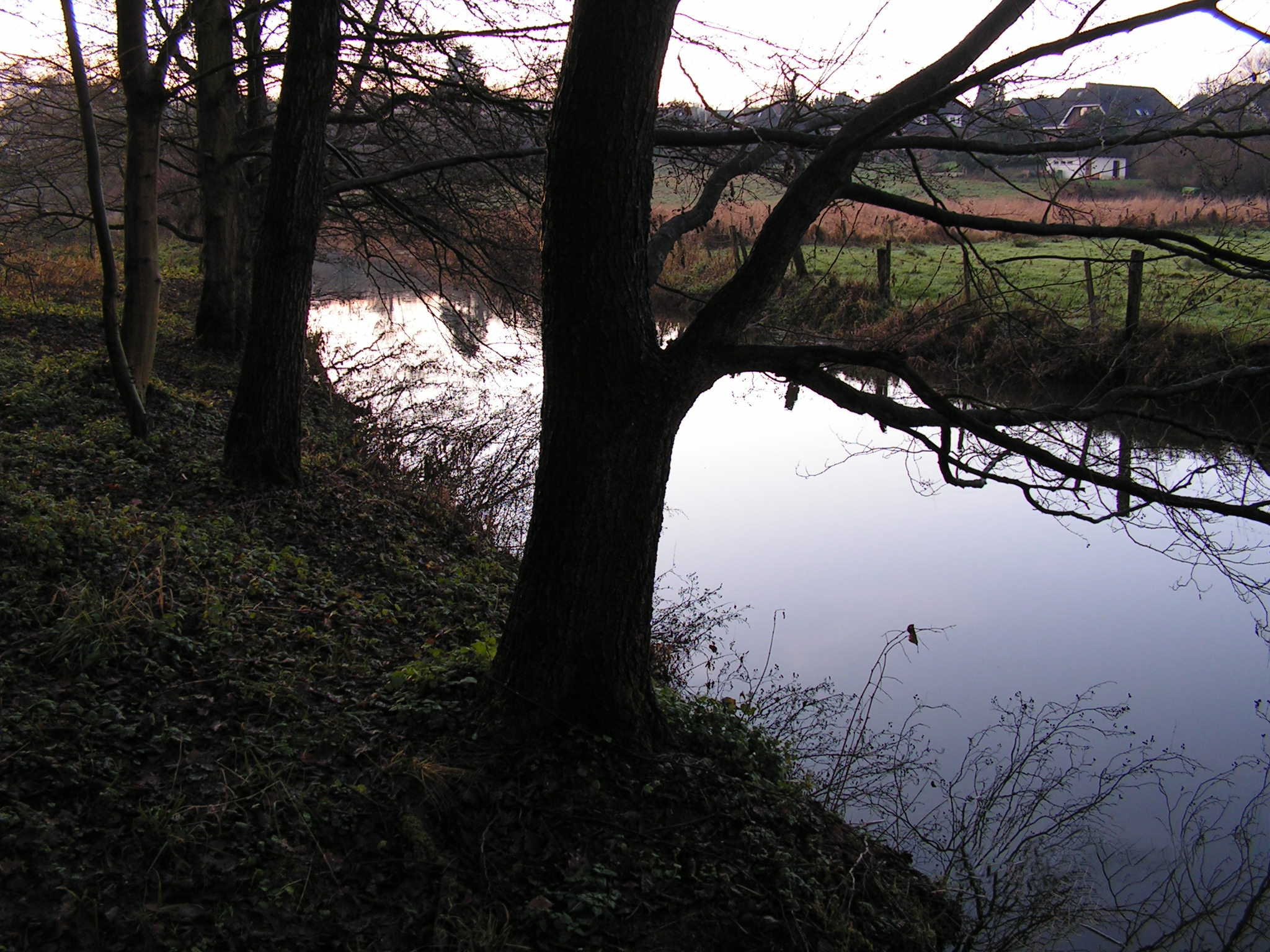
Bad Schwartau-Riesebusch
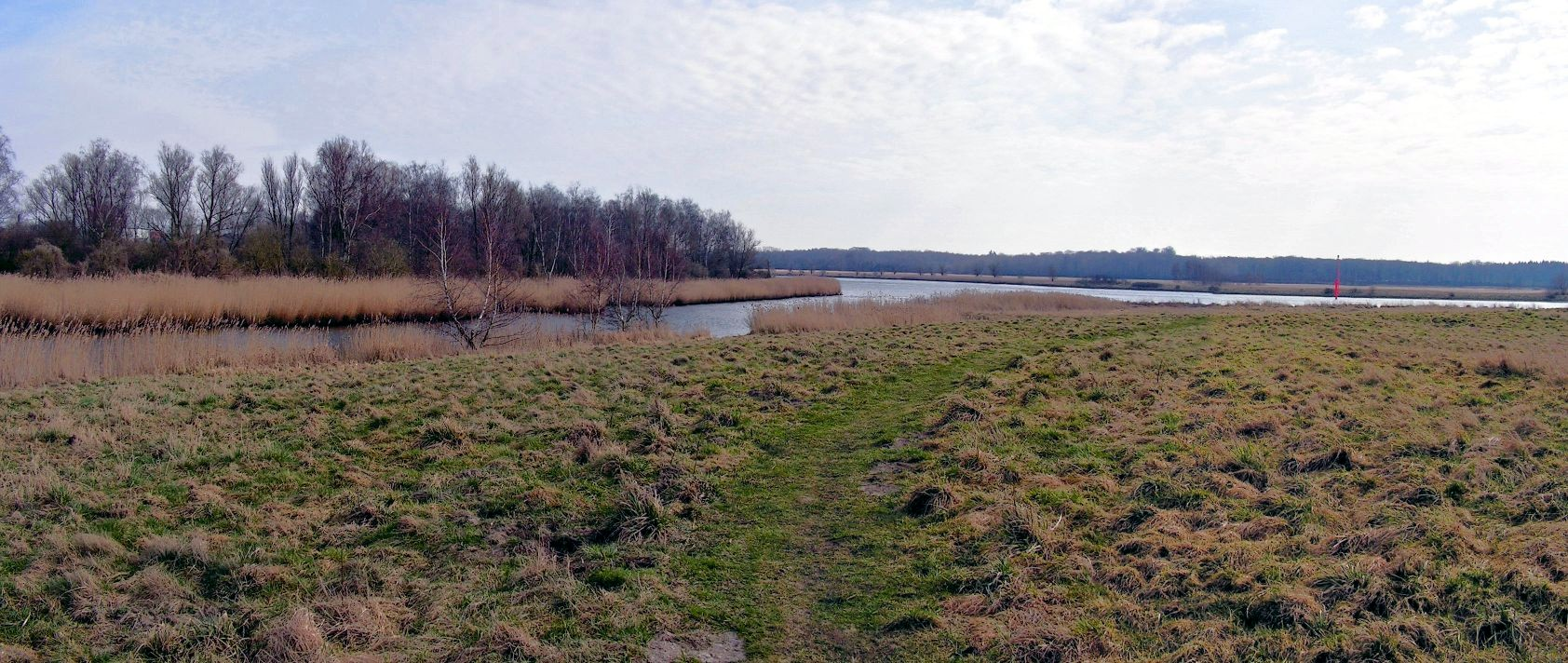
Einmündung der Schwartau in die Trave bei Trave-Stromkilometer 10 (Flussrichtung der Trave von rechts nach links)

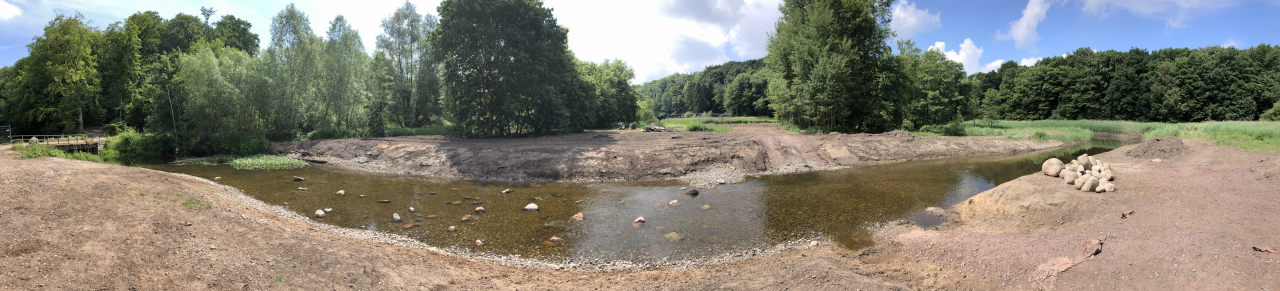
Stand der Baumaßnahmen im Bereich Riesebusch im Juni 2022.
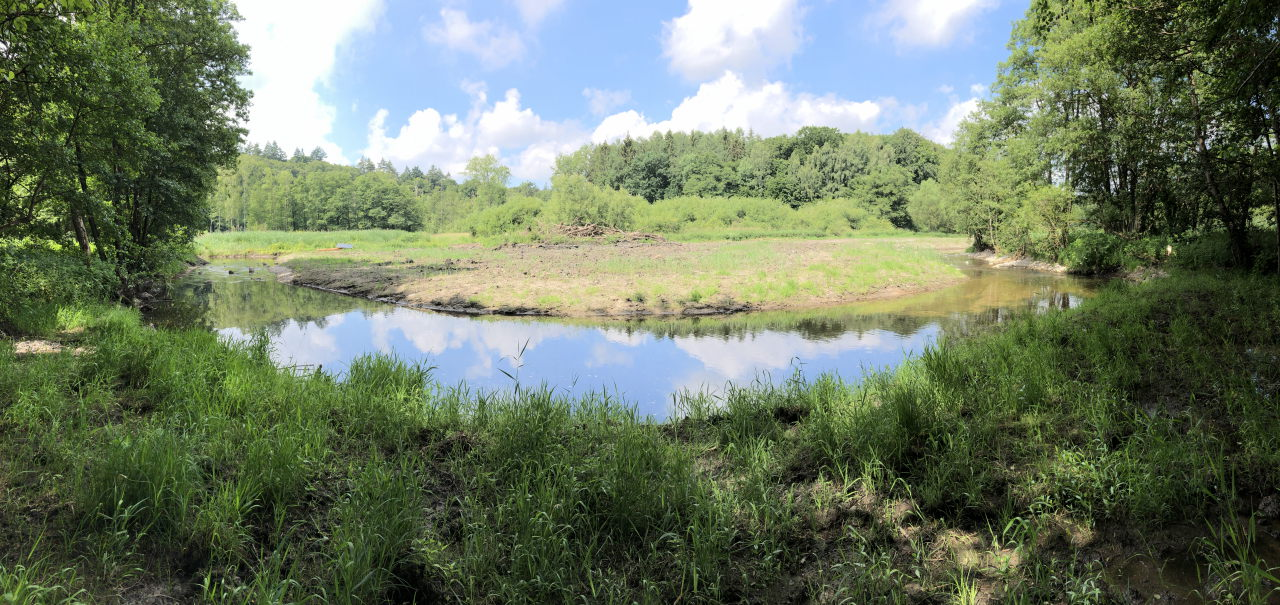

## Siehe weiter
- Flusstyp, Bach
- Liste der Gewässer in Schleswig-Holstein